# Distrito de Bad Kreuznach
Bad Kreuznaches un distrito en Renania-Palatinado, Alemania. limita con los distritos de Rin-Hunsrück, Maguncia-Bingen, Alzey-Worms, Donnersberg, Kusel y Birkenfeld.

## Historia
La región está cubierta de castillos medievales, especialmente a lo largo del río Nahe. El más conocido es el Kyrburg de Kirn, construido en el siglo XII.
En 1815 el distrito de Kreuznach fue fundado por el gobierno de Prusia. En 1932 fue unido al distrito de Meisenheim. Oficialmente el nombre del distrito se cambió de Kreuznach a Bad Kreuznach en 1969.

## Geografía
El distrito está ubicado en un campo con muchas colinas entre las cadenas montañosas de Hunsrück en el norte y el Nordpfälzer Bergland en el sur. El eje principal del distrito es el río Nahe, que entra en el territorio por el oeste, fluye por Kirn, Bad Sobernheim y Bad Kreuznach, y continua hacia el noroeste.
La región formada por este distrito y el adjunto distrito de Birkenfeld es conocido como Naheland. Las costas del Nahe menores son usadas para viñedos. Lejos de estos hay bosques en los que se cruzan los afluentes del Nahe.

## Escudo
El escudo muestra:
- El león heráldico del Palatinado.
- El pratón azul y dorado del antiguo distrito de Sponheim.

## Ciudades y municipalidades
| Verband-ciudades libres  |
| ------------------------ |
| 1. Bad Kreuznach 2. Kirn |

| Verbandsgemeinden | Verbandsgemeinden | Verbandsgemeinden |
| --- | --- | --- |
| - 1. Bad Kreuznach [sede: Bad Kreuznach] 1. Biebelsheim 2. Frei-Laubersheim 3. Fürfeld 4. Hackenheim 5. Neu-Bamberg 6. Pfaffen-Schwabenheim 7. Pleitersheim 8. Tiefenthal 9. Volxheim - 2. Bad Münster am Stein-Ebernburg [sede: Bad Kreuznach] 1. Altenbamberg 2. Duchroth 3. Feilbingert 4. Hallgarten 5. Hochstätten 6. Niederhausen 7. Norheim 8. Oberhausen an der Nahe 9. Traisen - 3. Bad Sobernheim 1. Auen 2. Bad Sobernheim1, 2 3. Bärweiler 4. Daubach 5. Ippenschied 6. Kirschroth 7. Langenthal 8. Lauschied 9. Martinstein 10. Meddersheim 11. Merxheim 12. Monzingen 13. Nußbaum 14. Odernheim am Glan 15. Rehbach 16. Seesbach 17. Staudernheim 18. Weiler bei Monzingen 19. Winterburg | - 4. Kirn-Land [sede: Kirn] 1. Bärenbach 2. Becherbach bei Kirn 3. Brauweiler 4. Bruschied 5. Hahnenbach 6. Heimweiler 7. Heinzenberg 8. Hennweiler 9. Hochstetten-Dhaun 10. Horbach 11. Kellenbach 12. Königsau 13. Limbach 14. Meckenbach 15. Oberhausen bei Kirn 16. Otzweiler 17. Schneppenbach 18. Schwarzerden 19. Simmertal 20. Weitersborn - 5. Langenlonsheim 1. Bretzenheim 2. Dorsheim 3. Guldental 4. Langenlonsheim1 5. Laubenheim 6. Rümmelsheim 7. Windesheim - 6. Meisenheim 1. Abtweiler 2. Becherbach 3. Breitenheim 4. Callbach 5. Desloch 6. Hundsbach 7. Jeckenbach 8. Lettweiler 9. Löllbach 10. Meisenheim1, 2 11. Raumbach 12. Rehborn 13. Reiffelbach 14. Schmittweiler 15. Schweinschied | - 7. Rüdesheim 1. Allenfeld 2. Argenschwang 3. Bockenau 4. Boos 5. Braunweiler 6. Burgsponheim 7. Dalberg 8. Gebroth 9. Gutenberg 10. Hargesheim 11. Hergenfeld 12. Hüffelsheim 13. Mandel 14. Münchwald 15. Oberstreit 16. Roxheim 17. Rüdesheim an der Nahe1 18. Sankt Katharinen 19. Schloßböckelheim 20. Sommerloch 21. Spabrücken 22. Spall 23. Sponheim 24. Waldböckelheim 25. Wallhausen 26. Weinsheim 27. Winterbach - 8. Stromberg 1. Daxweiler 2. Dörrebach 3. Eckenroth 4. Roth 5. Schöneberg 6. Schweppenhausen 7. Seibersbach 8. Stromberg1, 2 9. Waldlaubersheim 10. Warmsroth |
| 1sede del Verbandsgemeinde; 2town | | |